# Enicospilus cerialis
Enicospilus cerialis là một loài tò vò trong họ Ichneumonidae.